# Refractometer

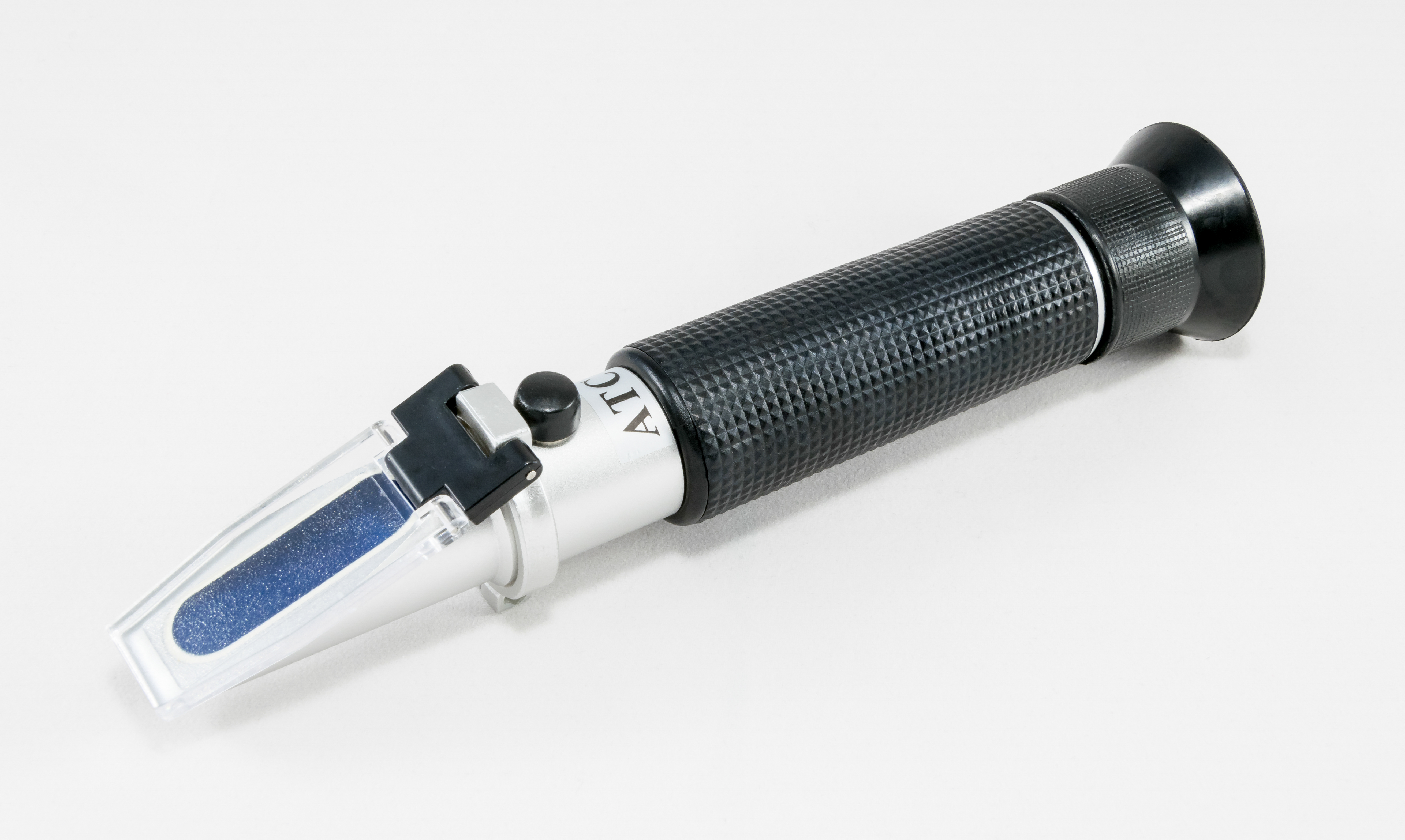
Een refractometer.

Met een refractometer bepaalt men de brekingsindex van een vloeistof of van een vaste stof. De brekingsindex van vloeistoffen wordt gebruikt voor het identificeren ervan en voor gehaltebepalingen. De brekingsindex van een stof wordt gedefinieerd als de verhouding van de lichtsnelheid in vacuüm ten opzichte van die in de desbetreffende stof. Bij breking geldt de wet van Snellius;
Er zijn twee soorten refractometers, een voor vloeistoffen, en een voor vaste stoffen.
Als men bij een vaste stof om welke reden dan ook geen gebruik kan maken van een refractometer, kan men de brekingsindex schatten met de immersie-contrast-methode.
{\displaystyle {\frac {\sin i}{\sin r}}={\frac {n_{2}}{n_{1}}}}
Waarin:
- i = De hoek van inval
- r = de hoek tussen deze loodlijn en de uit het grensvlak tredende bundel, de brekingshoek
- n2 = de brekingsindex van medium 2
- n1 = de brekingsindex van medium 1

Een refractometer is zo uitgevoerd dat de hoek van inval i gelijk is aan 90°, dus sin i = 1. De waarde van n2 is nauwkeurig bekend. Met behulp van de refractometer wordt de grenshoek r gemeten. Vervolgens kan n1 bepaald worden. Deze waarde n1 kan rechtstreeks op de meter worden afgelezen. Als door het oculair gekeken wordt, is een cirkel met kruisdraden zichtbaar. Daaronder is een schaalverdeling zichtbaar. De spiegel onder de refractometer wordt zo ingesteld, dat de cirkel maximaal contrast te zien geeft. Men draait zo lang aan de instelknop totdat twee halve cirkels zichtbaar zijn, een lichte en een donkere. De grenslijn van deze cirkels moet precies in het midden van de kruisdraden vallen. Vervolgens kan de schaalverdeling worden afgelezen. Er zijn twee schaalverdelingen zichtbaar. De ene is de brekingsindex waarop n1 kan worden afgelezen en de andere is de Brix-schaalverdeling. De Brix-waarde is een maat voor de hoeveelheid opgeloste suiker in een waterige vloeistof en geeft aan hoeveel massaprocent van de vloeistof uit sacharose bestaat.